# Vierge des Anges
La Vierge des Anges (Virgen de los Ángeles) ou Notre-Dame des Anges (Nuestra Señora de los Ángeles) est la patronne du Costa Rica, également connue comme la negrita (la petite dame noire). Sa fête a été fixée au 2 août, s'agissant d'un jour férié au Costa Rica.

## Histoire
Selon la tradition, la negrita est une petite (environ 7,6 cm) représentation de la Vierge Marie, probablement indigène ou métisse, retrouvée le 2 août 1635 par une femme autochtone nommée Juana Pereira. De ce que l'on raconte, lorsqu'elle tenta d'emporter la statuette avec elle, la statuette réapparut deux fois à l'endroit où elle avait été trouvée. Les citadins ont ensuite érigé un sanctuaire autour de la statue.
En 1824, la Vierge a été déclarée patronne du Costa Rica. La negrita repose désormais sur un socle en or, à l'autel principal de la basilique Notre-Dame-des-Anges de Cartago. Chaque 2 août, lors de l'anniversaire de la découverte de la statuette, les pèlerins voyagent 22 kilomètres de San José jusqu'à la basilique. La plupart des pénitents finissent les dernières centaines de mètres du pèlerinage à genoux. Cette basilique est également visitée par les touristes et les locaux.
Le pape Pie XI autorisa le couronnement canonique de l'image. La cérémonie fût réalisée en 1926. En 2014, une réplique de la statue a été intronisée au Vatican.

## Voir également
- Vierge noire
- Église Notre-Dame-des-Anges